# Formel 1-VM 1982
Formel 1-VM 1982 hade 16 deltävlingar som kördes under perioden 23 januari-25 september. Förarmästerskapet vanns av finländaren Keke Rosberg och konstruktörsmästerskapet av Ferrari.

## Vinnare
- Förare:  Keke Rosberg, Finland, Williams-Ford
- Konstruktör:  Ferrari, Italien

## Grand Prix 1982
| Grand Prix                 | Datum        | Bana           | Vinnande förare  | Vinnande tillverkare |   |
| -------------------------- | ------------ | -------------- | ---------------- | -------------------- | - |
| Sydafrikas Grand Prix      | 23 januari   | Kyalami        | Alain Prost      | Renault              | * |
| Brasiliens Grand Prix      | 21 mars      | Jacarepagua    | Alain Prost      | Renault              | * |
| USA:s Grand Prix West      | 4 april      | Long Beach     | Niki Lauda       | McLaren-Ford         | * |
| San Marinos Grand Prix     | 25 april     | Imola          | Didier Pironi    | Ferrari              | * |
| Belgiens Grand Prix        | 9 maj        | Zolder         | John Watson      | McLaren-Ford         | * |
| Monacos Grand Prix         | 23 maj       | Monte Carlo    | Riccardo Patrese | Brabham-Ford         | * |
| USA:s Grand Prix East      | 6 juni       | Detroit        | John Watson      | McLaren-Ford         | * |
| Kanadas Grand Prix         | 13 juni      | Montréal       | Nelson Piquet    | Brabham-BMW          | * |
| Nederländernas Grand Prix  | 3 juli       | Zandvoort      | Didier Pironi    | Ferrari              | * |
| Storbritanniens Grand Prix | 18 juli      | Brands Hatch   | Niki Lauda       | McLaren-Ford         | * |
| Frankrikes Grand Prix      | 25 juli      | Paul Ricard    | René Arnoux      | Renault              | * |
| Tysklands Grand Prix       | 8 augusti    | Hockenheimring | Patrick Tambay   | Ferrari              | * |
| Österrikes Grand Prix      | 15 augusti   | Österreichring | Elio de Angelis  | Lotus-Ford           | * |
| Schweiz Grand Prix         | 29 augusti   | Dijon-Prenois  | Keke Rosberg     | Williams-Ford        | * |
| Italiens Grand Prix        | 12 september | Monza          | René Arnoux      | Renault              | * |
| Caesars Palace Grand Prix  | 25 september | Caesars Palace | Michele Alboreto | Tyrrell-Ford         | * |

## Stall, nummer och förare 1982
| Stall/Tillverkare                    | Nummer | Förare                        |
| ------------------------------------ | ------ | ----------------------------- |
| Alfa Romeo                           | 22     | Andrea de Cesaris, Italien    |
| Alfa Romeo                           | 23     | Bruno Giacomelli, Italien     |
| Arrows-Ford                          | 29     | Brian Henton, Storbritannien  |
| Arrows-Ford                          | 29     | Marc Surer, Schweiz           |
| Arrows-Ford                          | 30     | Mauro Baldi, Italien          |
| ATS-Ford                             | 9      | Manfred Winkelhock, Tyskland  |
| ATS-Ford                             | 10     | Eliseo Salazar, Chile         |
| Brabham (Brabham-BMW & Brabham-Ford) | 1      | Nelson Piquet, Brasilien      |
| Brabham (Brabham-BMW & Brabham-Ford) | 2      | Riccardo Patrese, Italien     |
| Ensign-Ford                          | 14     | Roberto Guerrero, Colombia    |
| Ferrari                              | 27     | Gilles Villeneuve, Kanada     |
| Ferrari                              | 27     | Patrick Tambay, Frankrike     |
| Ferrari                              | 28     | Didier Pironi, Frankrike      |
| Ferrari                              | 28     | Mario Andretti, USA           |
| Fittipaldi-Ford                      | 20     | Chico Serra, Brasilien        |
| Ligier-Matra                         | 25     | Eddie Cheever, USA            |
| Ligier-Matra                         | 26     | Jacques Laffite, Frankrike    |
| Lotus-Ford                           | 11     | Elio de Angelis, Italien      |
| Lotus-Ford                           | 12     | Nigel Mansell, Storbritannien |
| Lotus-Ford                           | 12     | Roberto Moreno, Brasilien     |
| Lotus-Ford                           | 12     | Geoff Lees, Storbritannien    |
| March-Ford                           | 17     | Jochen Mass, Tyskland         |
| March-Ford                           | 17     | Rupert Keegan, Storbritannien |
| March-Ford                           | 18     | Raul Boesel, Brasilien        |
| March-Ford                           | 19     | Emilio de Villota, Spanien    |
| McLaren-Ford                         | 7      | John Watson, Storbritannien   |
| McLaren-Ford                         | 8      | Niki Lauda, Österrike         |
| Osella-Ford                          | 31     | Jean-Pierre Jarier, Frankrike |
| Osella-Ford                          | 32     | Riccardo Paletti, Italien     |
| Renault                              | 15     | Alain Prost, Frankrike        |
| Renault                              | 16     | René Arnoux, Frankrike        |
| Theodore-Ford                        | 33     | Derek Daly, Storbritannien    |
| Theodore-Ford                        | 33     | Jan Lammers, Nederländerna    |
| Theodore-Ford                        | 33     | Geoff Lees, Storbritannien    |
| Theodore-Ford                        | 33     | Tommy Byrne, Irland           |
| Toleman-Hart                         | 35     | Derek Warwick, Storbritannien |
| Toleman-Hart                         | 36     | Teo Fabi, Italien             |
| Tyrrell-Ford                         | 3      | Michele Alboreto, Italien     |
| Tyrrell-Ford                         | 4      | Tommy Borgudd, Sverige        |
| Tyrrell-Ford                         | 4      | Brian Henton, Storbritannien  |
| Williams-Ford                        | 5      | Carlos Reutemann, Argentina   |
| Williams-Ford                        | 5      | Mario Andretti, USA           |
| Williams-Ford                        | 5      | Derek Daly, Storbritannien    |
| Williams-Ford                        | 6      | Keke Rosberg, Finland         |

## Slutställning förare 1982
| Placering | Förare             | Konstruktör                | Poäng |
| --------- | ------------------ | -------------------------- | ----- |
| 1         | Keke Rosberg       | Williams-Ford              | 44    |
| 2         | Didier Pironi      | Ferrari                    | 39    |
| 3         | John Watson        | McLaren-Ford               | 39    |
| 4         | Alain Prost        | Renault                    | 34    |
| 5         | Niki Lauda         | McLaren-Ford               | 30    |
| 6         | René Arnoux        | Renault                    | 28    |
| 7         | Patrick Tambay     | Ferrari                    | 25    |
| 8         | Michele Alboreto   | Tyrrell-Ford               | 25    |
| 9         | Elio de Angelis    | Lotus-Ford                 | 23    |
| 10        | Riccardo Patrese   | Brabham-Ford & Brabham-BMW | 21    |
| 11        | Nelson Piquet      | Brabham-Ford & Brabham-BMW | 20    |
| 12        | Eddie Cheever      | Ligier-Matra               | 15    |
| 13        | Derek Daly         | Williams-Ford              | 8     |
| 14        | Nigel Mansell      | Lotus-Ford                 | 7     |
| 15        | Gilles Villeneuve  | Ferrari                    | 6     |
| 16        | Carlos Reutemann   | Williams-Ford              | 6     |
| 17        | Andrea de Cesaris  | Alfa Romeo                 | 5     |
| 18        | Jacques Laffite    | Ligier-Matra               | 5     |
| 19        | Mario Andretti     | Ferrari                    | 4     |
| 20        | Jean-Pierre Jarier | Osella-Ford                | 3     |
| 21        | Marc Surer         | Arrows-Ford                | 3     |
| 22        | Manfred Winkelhock | ATS-Ford                   | 2     |
| 23        | Bruno Giacomelli   | Alfa Romeo                 | 2     |
| 24        | Eliseo Salazar     | ATS-Ford                   | 2     |
| 25        | Mauro Baldi        | Arrows-Ford                | 2     |
| 26        | Chico Serra        | Fittipaldi-Ford            | 1     |

## Slutställning konstruktörer 1982
| Placering | Konstruktör     | Poäng |
| --------- | --------------- | ----- |
| 1         | Ferrari         | 74    |
| 2         | McLaren-Ford    | 69    |
| 3         | Renault         | 62    |
| 4         | Williams-Ford   | 58    |
| 5         | Lotus-Ford      | 30    |
| 6         | Tyrrell-Ford    | 25    |
| 7         | Brabham-BMW     | 22    |
| 8         | Ligier-Matra    | 20    |
| 9         | Brabham-Ford    | 19    |
| 10        | Alfa Romeo      | 7     |
| 11        | Arrows-Ford     | 5     |
| 12        | ATS-Ford        | 4     |
| 13        | Osella-Ford     | 3     |
| 14        | Fittipaldi-Ford | 1     |
| 15        | March-Ford      | 0     |
| =         | Ensign-Ford     | 0     |
| =         | Toleman-Hart    | 0     |
| =         | Theodore-Ford   | 0     |